# Slottet Pöckstein

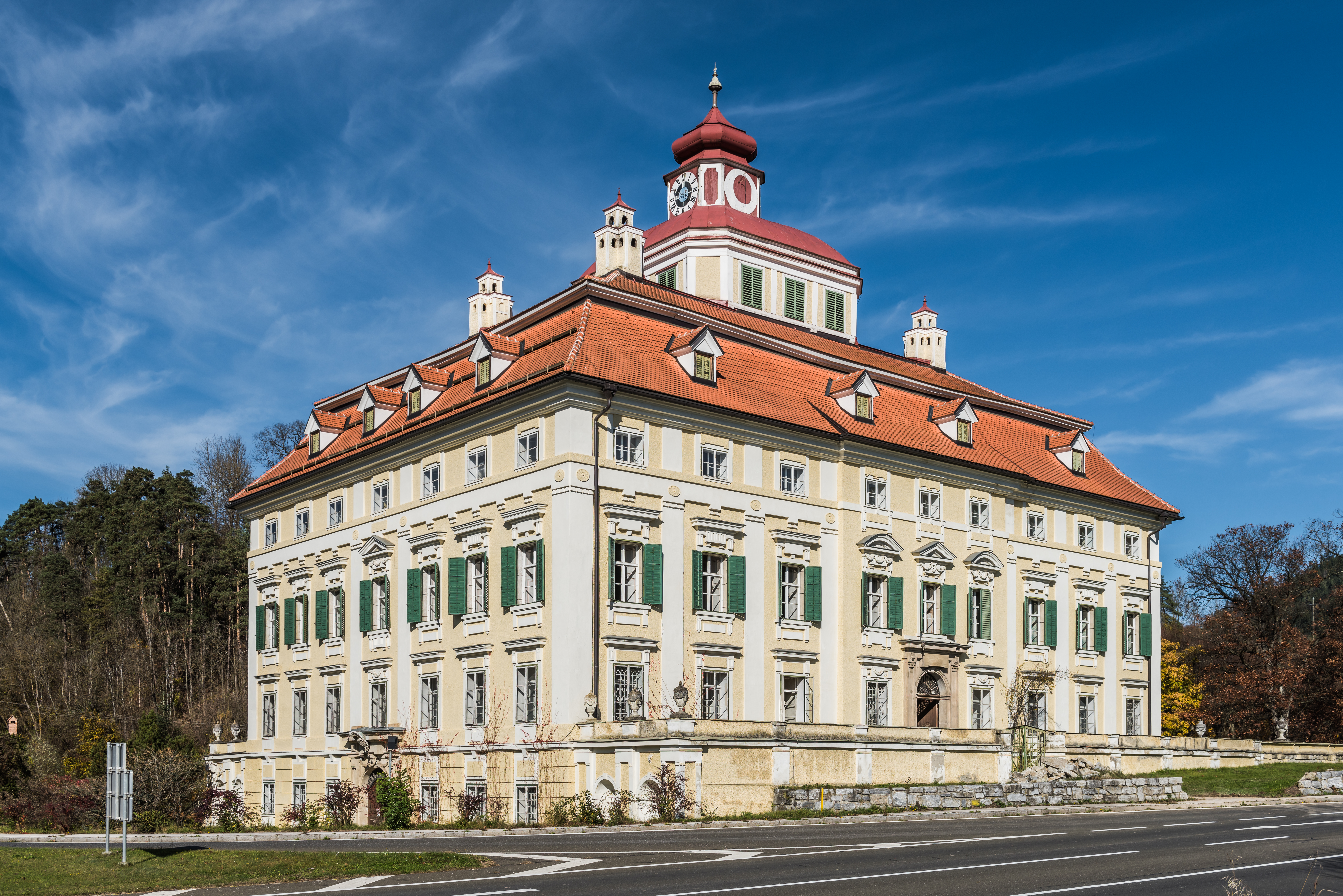
Slottet Pöckstein

Slottet Pöckstein är ett klassicistiskt slott i orten Pöckstein-Zwischenwässern nära staden Strassburg i det österrikiska förbundslandet Kärnten.
Slottet byggdes som residens för biskoparna av Gurk under åren 1778-1782 efter ritningar av arkitekten Johann Georg von Hagenauer. Några år innan hade slottet Straßburg blivit svårt skadat i en jordbävning och biskop Josef II Franz Anton av Auersperg beslöt att flytta sitt residens till Pöckstein. Men bara 20 år senare förlades residenset till Klagenfurt. Slottet Pöckstein användes därefter som sommarresidens och blev säte för stiftets skogsförvaltning. 2007 såldes slottet till företagaren Dante Buzzi. 